# Viorica Ioja
Viorica Ioja, romunska veslačica, * 26. februar 1962, Uivar.
Iojeva je bila krmarka romunskih čolnov, ki je za Romunijo osvojila zlato olimpijsko medaljo na Poletnih olimpijskih igrah 1984 v Los Angelesu kot članica romunskega četverca s krmarjem ter srebrno medaljona istih igrah z osmercem.